# Masbøl
Masbøl (dansk) eller Maasbüll (tysk) er en landsby og var indtil 1. marts 2023 en kommune beliggende øst for Flensborg i det nordlige Angel i Sydslesvig. Den er nu en del af kommunen Hyrup (Sydslesvig). Administrativt hører kommunen under Slesvig-Flensborg kreds i den tyske delstat Slesvig-Holsten. Den samarbejder på administrativt plan med andre kommuner i Hyrup kommunefællesskab (Amt Hürup). I kirkelig henseende hører Masbøl under Rylskov Sogn. Sognet lå i Husby Herred (Flensborg Amt), da Sydslesvig var dansk indtil 1864.
På dansk findes også formen Maasbøl, på sønderjysk (angeldansk) kaldes landsbyen for Måsbøl.

## Geografi
Masbøl er beliggende i et let kuperet morænelandskab i det østlige Angel øst for Flensborg. Markerne er ofte adskilt gennem levende hegn (på tysk Knick). Kommunen består af byerne Krim, Maasbølmark (på dansk tidligere Maasbølmark, Maasbüllfeld), Masbølgård (Maasbüllhof), Masbøl Mose (tidligere Maasbøl Mose, Maasbüllmoor), Nykro (Neukrug), Runmark (Ruhnmark), Rylskov (Rüllschau) og en lille del af Vasbykro (Wattschaukrug, resten under Husby).

## Historie
Masbøl er første gang nævnt 1441. Forleddet er afledt af dansk mose eller af mandsnavn gl.da. Mar. Den første forklaring må dog under hensyn til stedets beliggenhed, være den rette. Kommunen rådede i 1987 over et areal på 770 ha, deraf 19 ha skov, og havde 731 indbyggere. I årene 1884-1980 var byen stationsby på banestrækningen Flensborg-Kiel. 1898 - 1926 var der et mejrei i Masbøl. Den på Masbølmark beliggende bebyggelse Krim fik navnet efter Krimkrigen. Navnet bruges flere steder om afsides lokaliteter
Rylskov Kirke stammer fra 1200~tallet.